# دریتون کامای
دریتون کامای (مونته‌نگروئی: Дритон Цамај؛ زادهٔ ۷ مارس ۱۹۹۷) بازیکن فوتبال اهل مونته‌نگرو است.
وی همچنین در تیم‌های ملی فوتبال زیر ۱۷ سال مونته‌نگرو، زیر ۱۹ سال مونته‌نگرو، زیر ۲۱ سال مونته‌نگرو، و مونته‌نگرو بازی کرده‌است.